# Zwerg-Otterspitzmaus
Die Zwerg-Otterspitzmaus (Micropotamogale lamottei), auch Klein-Otterspitzmaus genannt, ist eine kleine Säugetierart aus der Familie der Otterspitzmäuse (Potamogalidae). Sie kommt nur in den westafrikanischen Nimbabergen, im Grenzgebiet von Liberia, der Elfenbeinküste und Guinea und an drei weiteren Punkten etwas südöstlich und nordwestlich davon vor. Als Lebensraum dienen tropische Regenwälder, die von Bächen und Sumpfgebieten durchsetzt sind. Die Tiere sind gute Schwimmer und können auch längere Zeit tauchen. Die Ernährung basiert auf Krebstieren und Fischen. Die semi-aquatische Lebensweise der Zwerg-Otterspitzmaus drückt sich auch durch ihr otterartiges äußeres Erscheinungsbild aus. Das Fell ist glänzend und der Kopf wird durch auffallend große Tasthaare charakterisiert. Aufgrund ihres dünnen und im Querschnitt gerundeten Schwanzes und der fehlenden Schwimmhäute ist die Art allerdings nicht ganz so gut an ein Wasserleben wie die Ruwenzori-Otterspitzmaus angepasst. Die Art wurde im Jahr 1954 erstbeschrieben. Der Bestand gilt als gefährdet.

## Merkmale

### Habitus
Die Zwerg-Otterspitzmaus ist ein kleines, äußerlich den Ottern ähnelndes Säugetier. Nach insgesamt fünfzehn untersuchten Tieren aus der Elfenbeinküste beträgt die Kopf-Rumpf-Länge 12,0 bis 15,5 cm und die Schwanzlänge 9,5 bis 13,4 cm. Der Schwanz besitzt damit rund 77 % der Länge des restlichen Körpers. Das Gewicht variiert von 32 bis 95 g. Drei weitere Tiere aus Liberia wiesen eine Körperlänge von 13,5 bis 15,1 cm und eine Schwanzlänge von 10,9 bis 11,1 cm auf. Die beiden größeren Individuen waren Männchen und wogen 60 bis 68 g. Allgemein sind weibliche Tiere etwas kleiner gebaut als männliche. Das Fell ist dunkelgraubraun gefärbt, die Bauchseite nicht heller als die Seiten und der Rücken. Das sehr dichte Unterfell setzt sich aus etwa 6500 bis 8000 Haaren je Quadratzentimeter zusammen, was auffallend mehr ist als bei der Ruwenzori-Otterspitzmaus (Micropotamogale ruwenzorii). Die Deckhaare haben einen seidenen Glanz, was durch abgeflachte Spitzen hervorgerufen wird. Die Haare sind am Rücken bis zu 11 mm lang, nahe dem Schwanz auch bis zu 15 mm. Ihre Basen zeigen in der Regel eine weißlich graue Tönung, die Spitzen sind schwärzlich braun. Bei einzelnen Haaren kommen aufgrund fehlender Pigmente farblose Spitzen vor, was dem Fell zusätzlich einen silbrigen Schimmer verleiht, was im trockenen Zustand deutlicher ist als im nassen. Derartige Haare treten vermehrt am Übergang vom Bauchfell zu den haarlosen Händen und Füßen und an der Kopfunterseite auf, zusätzlich auch an der Schwanzwurzel. Der Schwanz selbst zeigt an der Basis die gleiche Färbung wie der restliche Körper, nach etwa 1,5 cm werden die Haare steifer und mit 5 mm deutlich kürzer. Er hat dann oberseits eine dunklere Färbung als unterseits. Allgemein weist der Schwanz einen runden Querschnitt auf, der Umfang an der Basis liegt bei 25 mm. Er ist damit auffallend dünner als bei der Ruwenzori-Otterspitzmaus. Außerdem fehlen ihm die typischen Hornschuppen, die bei letzterer vorkommen.
Am Kopf fällt die hohe Schnauze mit den steifen Vibrissen auf. Diese sind in bis zu einem Dutzend Reihen beiderseits der Oberlippe angeordnet und bilden so einen bartartigen Haarkranz. Sie nehmen nach hinten an Länge zu, das längste Tasthaar wird dabei 28 mm lang. Weitere Vibrissen treten oberhalb der Augen und am Unterkiefer auf. Charakteristisch für Otterspitzmäuse ist der ledrige Nasenspiegel. Bei der Zwerg-Otterspitzmaus wird er 6,2 bis 6,5 mm lang und 4,8 bis 5 mm hoch. Die Nasenlöcher liegen oberhalb hinter dem Nasenspiegel und können bei Bedarf geschlossen werden. Die Ohren zeigen eine rundliche Form, sie ragen mit 9 bis 12,5 mm Länge nur wenig aus dem Fell heraus. Dagegen sind die Augen eher klein, der Augapfel misst nur 1,5 mm im Durchmesser. Die Gliedmaßen haben einen kurzen und kräftigen Bau, Hände und Füße bestehen aus jeweils fünf Strahlen. Von diesen sind der erste und fünfte Strahl gleich lang und deutlich kürzer als die Strahlen zwei bis vier. Der zweite und der dritte Strahl der Füße bilden typisch für Otterspitzmäuse eine Einheit und sind miteinander verwachsen (syndactyl). Im Gegensatz zur Ruwenzori-Otterspitzmaus treten zwischen den Zehenstrahlen keine Schwimmhäute auf. Der gesamte Hinterfuß wird 19 bis 21 mm lang. Weibchen haben vier Paare an Zitzen, zwei in der Brust- und je eins in der Bauch- und Leistengegend.

### Schädel- und Gebissmerkmale
Der Schädel erreicht eine Länge von 32,4 bis 38,1 mm und eine Breite am Hirnschädel von rund 16 mm. Er ist allgemein langgestreckt und schmal, der Jochbogen bildet keinen geschlossenen Bogen. Männchen besitzen durchschnittlich robustere Schädel als Weibchen, sie sind bei ersteren mit einem Scheitelkamm sowie mit einem kräftigeren Hinterhauptswulst ausgestattet. Das Gebiss setzt sich aus 40 Zähnen mit folgender Zahnformel zusammen: {\displaystyle {\frac {3.1.3.3}{3.1.3.3}}}. Wie bei allen Otterspitzmäusen sind der erste obere und der zweite untere Schneidezahn jeweils vergrößert und erinnern an Eckzähne. Beide fungieren als Gegenspieler beim Ergreifen der Beute. Die vergrößerte Wurzel des oberen ersten Schneidezahns bewirkt, dass die Schnauze bei der Zwerg-Otterspitzmaus stark erhöht ist. Die nachfolgenden Zähne einschließlich des Eckzahns und der vorderen Prämolaren sind einfach gestaltet, jedoch weisen im Obergebiss der letzte Schneidezahn (I3) und der vorderste Prämolar (P2) eine starke Größenreduzierung auf. Die Molaren haben ein typisch zalambdodontes Kauflächenmuster. Der letzte obere Mahlzahn ist verkleinert ausgebildet. Die obere Zahnreihe besitzt eine Länge von 14,2 bis 16,2 mm.

## Verbreitung

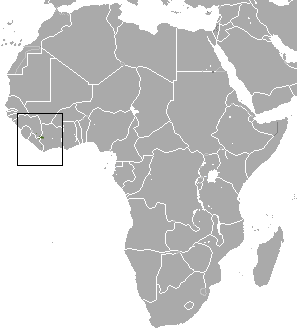
Verbreitungsgebiet der Zwerg-Otterspitzmaus (grün)

Die Zwerg-Otterspitzmaus kommt endemisch im westlichen Afrika vor und bewohnt hauptsächlich ein kleines Gebiet in den Nimbabergen im Grenzgebiet von Liberia, der Elfenbeinküste und Guinea. Zusätzlich ist sie noch aus den Putubergen rund 200 km südöstlich sowie aus dem Wologizi National Forest bei Lisco und aus dem Ziama Forest Reserve in der Region Sérédou jeweils nordwestlich der Nimbaberge nachgewiesen, erstere beiden Fundpunkte liegen in Liberia, letzterer in Guinea. Aus den Putubergen wurden bisher nur zwei Individuen berichtet, jeweils gefangen zum Jahresende von 1970 und 2010. Im Wologizi National Forest konnte erstmals im Jahr 2019 ein weibliches Individuum beobachtet werden, während aus dem Ziama Forest Reserve ebenfalls der Nachweis eines einzelnen Tieres vorliegt. Das gesamte Verbreitungsgebiet ist eng begrenzt, die einzelnen Fundpunkte verteilen sich auf einer Fläche von 57.400 km² mit einer maximalen Distanz von 380 km zueinander. Das tatsächlich bewohnte Gebiet umfasst dabei je nach Quelle etwa 10.850 km², 14.725 km² beziehungsweise 22.540 km². Die bevorzugten Landschaftsräume bestehen aus hügeligen, bewaldeten Arealen, die von kleinen Wassergräben, Bächen und sumpfigen Bereichen durchsetzt werden. Dabei nutzen die Tiere sowohl primäre wie sekundäre Regenwälder, zusätzlich treten sie auch in landwirtschaftlich genutzten Gebieten auf, etwa auf Kakao- oder Kaffeeplantagen oder auf Reisfeldern. Bei einer Untersuchung zwischen den Jahren 2013 und 2015 auf der Terra typica der Art, den Nimbabergen, fanden sich die meisten Tiere in einer Höhenlage von 449 bis 651 m, der durchschnittliche Jahresniederschlag beträgt hier 2000 mm. Die Populationsdichte ist eher gering. In den Nimbabergen wird durchschnittlich pro Jahr ein Tier auf 10 km² in Fischernetzen gefangen.

## Lebensweise

### Territorialverhalten
Bisher liegen nur begrenzte Daten zur Lebensweise der Zwerg-Otterspitzmaus vor. Die Tiere sind nachtaktiv sowie einzelgängerisch und verhalten sich wohl territorial. In Gefangenschaft lebten einzelne Pärchen aber auch ohne Aggression mehrere Monate miteinander. Sie bewohnen die Ufer von Bächen und Flüssen oder sumpfiges Gelände. Dabei bevorzugen die einzelnen Individuen häufig Gewässer von rund 27 cm Tiefe, selten flachere, was eventuell mit dem Vorhandensein von Beutetieren zusammenhängt. Die Zwerg-Otterspitzmaus ist ein ausgezeichneter Schwimmer und Taucher, auch wenn sie durch die fehlenden Schwimmhäute und den im Querschnitt runden und dünnen Schwanz nicht so gut an das Wasser angepasst ist wie die Ruwenzori-Otterspitzmaus oder die Große Otterspitzmaus (Potamogale velox). Möglicherweise stellt sie dadurch eher einen Generalisten mit einer breiteren ökologischen Nische dar. Beim Schwimmen sorgen schlängelnde Bewegungen des Schwanzes und des Körpers für den Vortrieb, die Gliedmaßen kommen dabei nur gelegentlich zum Einsatz. Das Paddeln erfolgt dann mit den schräg gegenüberliegenden Beinen gleichzeitig, erinnert also an den Kreuzgang an Land. Zur Beutejagd im Wasser unternehmen die Tiere Tauchgänge, die meist nur kurze Zeit anhalten. Allerdings kann die Zwerg-Otterspitzmaus auch bis zu 15 Minuten tauchen. Die obere Grenze ist hoch für relativ kleine Tiere. Experimente bei in Gefangenschaft lebenden Individuen zeigten, dass ein derartig langes Verbleiben unter Wasser in der Regel bei äußeren Störungen auftritt und die Tiere Schutz am Grund des Gewässers suchen. Die Dauer der Tauchgänge kann wahrscheinlich über eine Verlangsamung des Stoffwechsels gesteuert werden. Die Schutzsuche unter Wasser ist eher ungewöhnlich, da andere semi-aquatische Säugetiere zwar ins Wasser flüchten, zur weiteren Gefahrenabwehr aber das Land aufsuchen, um atmen zu können. Das dichte Fell wird von der Zwerg-Otterspitzmaus intensiv gepflegt. Neben dem Lecken erfolgt dies auch durch ein Putzen mit der syndactylen Zehe des Hinterfußes. Bei ihren Streifzügen überwanden knapp ein Dutzend mit Radiotransmittern ausgestattete Individuen pro Nacht zwischen 113 und 649 m (durchschnittlich 373 m), was nur etwa der Hälfte der Strecke entspricht, die der entfernt verwandte Wassertenrek täglich bewältigt. Ihre Schwimmgeschwindigkeit betrug dabei 12,2 bis 55,1 m/h. Zumeist verbleibt die Zwerg-Otterspitzmaus in Wassernähe und bewegt sich nicht weiter landeinwärts.

### Ernährung
Die Hauptnahrung der Zwerg-Otterspitzmaus besteht aus Krabben, häufig der Gattung Sudanonautes, und Welsen. Daneben fanden sich in untersuchten Mageninhalten auch Reste von wasserbewohnenden Insekten, Ameisen und Fröschen. In Gefangenschaft verzehrten die Tiere zudem Muscheln und Würmer, verschmähten aber weitgehend kleinere Säugetiere. Die Nahrung wird überwiegend mit den sehr sensitiven Vibrissen sowohl im Wasser als auch an Land aufgespürt. Die Zwerg-Otterspitzmaus bringt erbeutete Krabben an Land und attackiert sie dort von hinten, wodurch die Gefahr von den Scheren geschnitten zu werden verringert ist. Anschließend zerbricht sie die Krabbe an der Verbindung zwischen Cephalothorax und Abdomen. Ein Tier kann täglich 40 bis 70 g an Nahrung zu sich nehmen, was etwa dem Körpergewicht entspricht.

### Fortpflanzung
Geburten wurden bei der Zwerg-Otterspitzmaus bisher selten beobachtet, einige wenige konnten in den 1970er-Jahren bei Tieren in Gefangenschaft studiert werden. Dabei brachte unter anderem ein Weibchen 51 Tage nach seiner Gefangennahme einen Wurf zur Welt. Die Wurfgröße umfasst eins bis vier Junge. Die Neugeborenen sind nackt und blind. Sie bekommen ihren ersten Haarwuchs mit elf Tagen und sind bei einem Alter von 20 Tagen voll behaart. Die Augen öffnen sich nach 23 Tagen, die erste feste Nahrung nehmen die Jungen mit rund 40 Tagen zu sich. Ein Tier in Gefangenschaft lebte etwa 18 Monate.

### Parasiten
Als äußere Parasiten treten Milben der Gattung Orycteroxenus in Erscheinung. Zu den inneren Parasiten gehören Fadenwürmer wie etwa die Gattung Molineus.

## Systematik
Die Zwerg-Otterspitzmaus ist eine Art aus der Gattung der Kleinen Otterspitzmäuse (Micropotamogale), zu der auch die Ruwenzori-Otterspitzmaus (Micropotamogale ruwenzorii) gezählt wird. Gemeinsam mit der Großen Otterspitzmaus (Potamogale velox) bilden sie die Familie der Otterspitzmäuse (Potamogalidae). Die Otterspitzmäuse kommen lediglich im äquatorialen Afrika vor und sind an eine semi-aquatische Lebensweise angepasst. Zu ihren charakteristischen Merkmalen gehören die verwachsenen zweiten und dritten Zehenstrahlen und das zalambdodonte Kauflächenmuster der Mahlzähne. Sie stellen die nächsten Verwandten der Tenreks (Tenrecidae) dar, die wiederum auf Madagaskar beschränkt sind. Molekulargenetischen Analysen zufolge trennten sich die Otterspitzmäuse und die Tenreks im Unteren Eozän vor rund 48,3 Millionen Jahren voneinander. Die beiden Arten der Kleinen Otterspitzmäuse spalteten sich im Unteren Miozän vor etwa 16,3 Millionen Jahren auf. Die Zwerg-Otterspitzmaus zeigt nur wenige genetische Variationen zwischen den drei bekannten Fundregionen. Dies spricht für einen gewissen Genfluss zumindest in der Vergangenheit. Es wird aber angenommen, dass dieser durch die heutige Isolation der drei Populationen gegenwärtig unterbunden ist.
Die wissenschaftliche Erstbeschreibung wurde im Jahr 1954 von Henri Heim de Balsac durchgeführt. Dafür stand ihm ein nicht ausgewachsenes Individuum mit unbestimmbarem Geschlecht zur Verfügung. Das Tier stammte aus Ziéla am Fuß der Nimbaberge in Guinea, wo es bereits 1951 in rund 550 m über dem Meeresspiegel gefangen worden war, das Gebiet gilt als Typusregion der Art. Mit der neuen Art führte Heim de Balsac gleichzeitig die Gattung Micropotamogale ein, die er von Potamogale anhand der Körpergröße und der Gestaltung des Schwanzes sowie des Nasenspiegels abtrennte. Seine neue Art benannte er zu Ehren des französischen Zoologen Maxime Lamotte, der das Holotypexemplar während einer Expedition im Jahr 1951 entdeckt hatte. Bis Mitte der 1960er-Jahre waren lediglich Jungtiere der Zwerg-Otterspitzmaus bekannt. Erst mit zwei ausgewachsenen Tieren aus den Nimbabergen konnte Hans-Jürg Kuhn im Jahr 1964 eine detailliertere Beschreibung der Art abliefern.

## Bedrohung und Schutz
Der Lebensraum der Zwerg-Otterspitzmaus wird hauptsächlich durch den Bergbau bedroht. Teile der Nimbaberge in Liberia und Guinea sind in Folge des Abbaus von Eisenerz bereits zerstört. Das Gleiche gilt für die Putuberge. Ein weiterer Bedrohungsfaktor findet sich in der Abholzung der Regenwälder und Umwandlung der Flächen in Reisfelder. Zudem wirkt sich auch der verstärkte Fischfang negativ auf die Bestände aus. Insgesamt ist die Populationsdichte stark zurückgegangen. Wurden in den 1970er-Jahren einzelne Tiere noch in der Nähe von Ortschaften gesichtet, betrug die Distanz zu menschlichen Siedlungen in den 1990er-Jahren etwa 3 bis 5 km. Nach IUCN-Angaben ist das Verbreitungsgebiet der Art stark begrenzt, aber ausgedehnter als ursprünglich angenommen. Daher listet die Naturschutzorganisation die Zwerg-Otterspitzmaus in der Kategorie „gefährdet“ (vulnerable), im Jahr 2008 galt sie noch als „stark gefährdet“ (endangered). Einige Forscher plädieren aber für eine Kategorisierung in einem höheren Schutzstatus, da die Art eine extrem geringe Individuendichte aufweist. Die Tiere sind unter anderem im Réserve naturelle intégrale du Mont Nimba, einem 17,5 km² großem UNESCO-Weltkulturerbe im Grenzgebiet von Liberia und der Elfenbeinküste, präsent. Der Schutzeffekt ist aber nicht sehr stark, da das Reservat direkt an eine Bergbauregion grenzt und die lokale Bevölkerung durch künstlich gelegte Brände und Wilderei negativ einwirkt. Zudem ruft die Region momentan wenig Interesse bei unabhängigen Naturschutzorganisationen hervor.